# Étang de l'Or
Het Étang de l'Or is een lagune aan de Middellandse Zee in het Franse departement Hérault. Het is 31 km² groot met een maximale lengte van 15 km en een maximale breedte van 4 km. Het grootste deel van het meer ligt op het grondgebied van de gemeente Mauguio.
Traditioneel werd op het meer gevist en werd er zout gewonnen. De zoutmoerassen rond het meer werden vanaf de 17e eeuw gedraineerd met zoet water om ze om te zetten in landbouwgrond. In 1728 werd een kanaal geopend dat de binnenhaven van Lunel verbond met de lagune. Dit kanaal is niet meer in gebruik en is deels gedempt.
De lagune en de resterende zoutmoerassen zijn beschermd als Natura 2000-gebied.

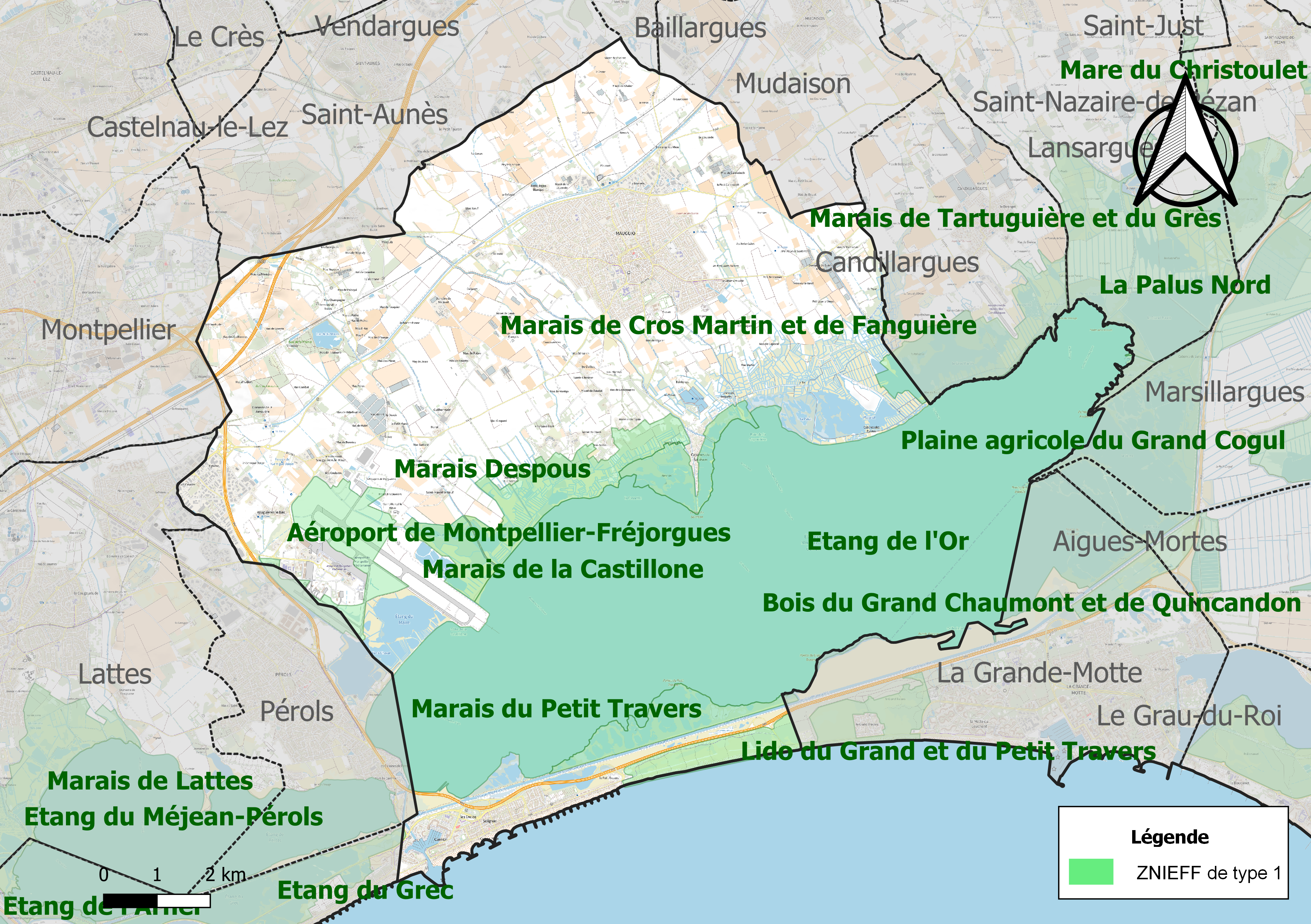
Étang de l'Or